# Marina mercantile
Per marina mercantile si intende l'insieme di infrastrutture, istituzioni, autorità, impianti portuali e tutte le navi adibite al traffico nautico commerciale.

## Caratteristiche
La marina mercantile differisce da quella militare, per i diversi scopi; il principale è quello di svolgere attività commerciali ed in generale garantire le necessità strategiche del trasporto in riferimento al fabbisogno nazionale, ovvero, in relazione alla necessità logistica in riferimento all'importazione e all'esportazione. 
Ad esempio, quando uno Stato del mondo deve fare uso delle proprie navi per trasportare le materie prime da lavorare, i prodotti primi destinati all'energia e per ritrasportare infine verso Paesi terzi il risultato del proprio lavoro industriale, ovvero i lavorati e i semilavorati, maturando quindi significativi utili, questa armonicità economico-industriale, come nel caso della "bilancia dei noli".
Il trasporto delle cose via mare, da e per uno Stato, se avvenga utilizzando navi proprie ovvero di armatori e/o società di navigazione nazionali, contribuisce a generare ricadute in termini economici; di qui l'opportunità che ogni Paese vi sia una flotta, una marineria, che eviti il dover pagare fior danaro per il ricorso ad armatori o personale straniero, che incasserebbero i proventi dovuti ai noli andando poi a produrre ricavi in contesti esterni al circolo economico d'origine. Le navi mercantili vengono armate e gestite da società private. Alcune di esse, per gli speciali servizi che sono chiamate a offrire, possono essere in convenzione con lo Stato.

## Nel mondo

### Italia

Bandiera della Marina mercantile italiana

Giuridicamente le attività relative al naviglio mercantile in Italia sono regolate dal codice della navigazione italiano, che è diviso in: disposizioni preliminari e di 4 parti, nello specifico:
1. tratta della navigazione marittima ed interna;
2. tratta della navigazione aerea;
3. tratta delle disposizioni penali e disciplinari;
4. tratta alle disposizioni transitorie e complementari.

### Stati Uniti d'America
La marina mercantile degli Stati Uniti d'America è la flotta civile degli USA proprietaria di navi mercantili, gestiti dal governo USA oppure dal settore privato, impegnati nel commercio e nel trasporto di merci.
Mentre in tempo di pace è competente per il trasporto passeggeri e merci, in tempo di guerra presta ausilio alla US Navy e può essere chiamata ad effettuare il trasporto truppe e dare rifornimento ai militari.